# Dőry András
Dőry András, Dőri (Répáspuszta, 1930. szeptember 28. – Ajka, 2013. szeptember 25.) olimpiai ötödik helyezett ökölvívó, edző.

## Pályafutása
1930. szeptember 28-án a Toponárhoz tartozó Répáspusztán született. Édesanyját Szalay Irénnek hívták. 1950 és 1959 között a Kaposvári Dózsa ökölvívója volt. Váltósúlyban versenyzett. Háromszoros magyar bajnok. 1954-ben a budapesti főiskolai világbajnokságon első helyezett lett. Részt vett az 1953-as varsói és az 1955-ös nyugat-berlini Európa-bajnokságon, de nem ért el helyezést. Az 1956-os melbourne-i olimpián ötödik helyezést ért el.
1957-től edzőként is tevékenykedett. A Kaposvári Dózsa, a Veszprémi Dózsa, majd az Ajkai Alumínium edzője volt.

## Sikerei, díjai
Váltósúly
- Főiskolai világbajnokság
  - világbajnok: 1954, Budapest
- Olimpiai játékok
  - 5.: 1956, Melbourne
- Országos bajnokság
  - bajnok: 1952, 1954, 1956
  - 2.: 1955, 1958

## Elismerései
- A Magyar Népköztársaság Érdemes Sportolója (1954)[3]